# Huta Andrzej
Huta Andrzej – zakład hutniczy w Zawadzkiem, powstały w 1836 roku. Inicjatorem budowy huty żelaza był hrabia Andrzej Maria Renard.

## Historia
Jej początki sięgają 1836 roku, kiedy decyzję o jej budowie podjął hrabia Andrzej Renard.
Pierwszy zakład, który dał początek Hucie Andrzej powstał w latach 1836–1840 na lewym brzegu rzeki Małej Panwi. Huta oraz osada przemysłowa, która rozwinęła się wokół niej nazywana była „Zawadzky-Werk” („Zawadzkiwerk”), od nazwiska pierwszego generalnego pełnomocnika Franza von Zawadzky.
W okresie powojennym nazwę zakładów zmieniono na Hutę im. gen. Karola Świerczewskiego.
Na początku XXI wieku huta była jednym z głównym producentów rur bezszwowych na polskim rynku. W 2003 ogłoszono jej upadłość.